# Cristian Bardaro
Cristian Pedro Bardaro (11 de agosto de 1977, Buenos Aires, Argentina) es un exfutbolista que se desempeñaba en el puesto de delantero.

## Trayectoria
Surgido de las divisiones inferiores de Vélez Sársfield, debutó el 3 de junio de 1998 (convirtiendo un gol de visitante ante Gimnasia y Esgrima de La Plata). Allí permaneció hasta 2004. Luego tuvo un breve paso en 2005 por Barcelona S.C., donde no tuvo un buen desempeño. Luego a mediados de año fue a Olimpo de Bahía Blanca. En el 2006 volvió a Vélez pero sin lugar en el equipo fue a jugar a Banfield hasta 2008. En el 2008 pasó al fútbol uruguayo para jugar en Danubio FC. En el 2008 pasó a Tigre donde se retiró luego de una larga lesión en la rodilla.
Fue un extraordinario jugador que también fue citado a las selecciones menores por Jose Pekerman junto a Aimar, Saviola y Riquelme, pero una dura lesión ligamentaria lo alejó de la chance de formar parte del plantel mundialista juvenil, como así también de la posibilidad de emigrar al fútbol inglés donde era visto con muy buenos ojos.

## Clubes
| Club            | País      | Año       |
| --------------- | --------- | --------- |
| Vélez Sarsfield | Argentina | 1997-2004 |
| Barcelona SC    | Ecuador   | 2005      |
| Olimpo          | Argentina | 2005-2006 |
| Banfield        | Argentina | 2006-2007 |
| Danubio FC      | Uruguay   | 2007-2008 |
| Tigre           | Argentina | 2008-2010 |